# Expérience 7
Expérience 7 est un groupe guadeloupéen de Kadans créé en 1976, comprenant 6 musiciens dont les leaders Guy Houllier (chant) et Yves Honoré (guitare). Parmi les titres ayant eu le plus de succès, Whilfield, Vivre pour toi, Isabelle en slow dans les années 1970 ainsi que Roro et Goudjoua en kadans durant le milieu des années 1980.
Ce fut le dernier groupe qui survit au passage du kadans au zouk entre la fin des années 1970 et le début des années 1980 et le premier groupe précurseur à chanter du zouk love avec des tubes comme Carmelina en 1977, Tendrement Vôtre en 1983 et Lanmou sé on danjé en 1985.
Les deux leaders du groupe ont par la suite fondé en 1986 le groupe féminin populaire Zouk Machine, composé au chant de  trois choristes du groupe, Joëlle Ursull, Christiane Obydol  et Dominique Zorobabel et qui connaît très vite le succès dès son premier album avec le titre Sové Lanmou (composé par Guy Houllier et Yves Honoré et produit par Henri Debs).

## Membres
- Guy Houllier (chant, basse)
- Yves Honoré (guitare)
- Christian Miath (batterie, percussion)
- Daniel Kissoun (batterie, percussion)
- Christophe Negre (saxophone)
- Patrick Artero (trompette)
- Jacques-Marie Basses (clavier)
- Jean-Louis Damant (trombone)

## Anciens membres
- Jules Houllier (percussion, chœur) (†) (?-2021)[1]
- Christiane Obydol
- Dominique Zorobabel (chœur)
- Jane Fostin (chœur)

## Discographie

### Albums
- 1976 : Experimental Whilfield
- 1977 : Vivre pour toi
- 1978 : Osibisa
- 1978 : Isabelle
- 1979 : Adieu Carmélina
- 1980 : Banzaï
- 1981 : Siw Bizwen Milyon
- 1983 : Je reviendrais
- 1984 : Tendrement vôtre
- 1985 : Diva
- 1985 : Roro
- 1987 : Goudjoua
- 1990 : Sois belle
- 1996 : Zouk N'Love
- 1997 : Sirena
- 1998 : Extrême tendresse
- 2008 : Mistè lanmou

### Chansons
- 1976 : Whilfield
- 1977 : Vivre pour toi
- 1977 : Martiens
- 1977 : Ola mizik la yé
- 1977 : Bail li place
- 1977 : Carmélina
- 1977 : Requiem pour hypocrite
- 1977 : Aky yeye
- 1977 : Au pays de la liberté'
- 1977 : Vibration
- 1977 : O soi la nous ka bouger, avec Henri Debs
- 1978 : Isabelle
- 1978 : Coco la fleur
- 1978 : Osibisa
- 1980 : Banzaï
- 1981 : Si ou bizwen milyon
- 1981 : Tambou lévé
- 1981 : Je reviendrais
- 1983 : Tendrement vôtre
- 1984 : Diva
- 1984 : Palé
- 1985 : Mwen ké déviré
- 1985 : Plus près
- 1985 : Roro
- 1985 : Lanmou sé on danjé
- 1987 : Goudjoua
- 1989 : Sois belle (hommage national à la Guadeloupe après le passage du cyclone Hugo) [2]
- 1996 : Pou vou
- 1997 : Siréna
- 1998 : Extrême tendresse
- 1999 : Femmes Guy Houllier

### Concerts live
- 1987 : Fespaco (tournée en Afrique francophone)
- 1988 : Champs-élysées
- 1989 : EXP7 au Zénith
- 1990 : EXP7 au Zénith Décembre 1990
- 1992 : Guyves & Co

### Liens Externes
- Site officiel
- Ressources relatives à la musique :   - Discogs
  - MusicBrainz
  - Muziekweb
- Ressource relative à l'audiovisuel :   - IMDb
- Notices d'autorité :   - VIAF
  - ISNI
  - BnF (données)